# Бачево
 Тази статия е за селото в България.  За селото в Западните покрайнини, Сърбия вижте Бачево (община Цариброд).  
Бачѐво е село в Югозападна България. То се намира в община Разлог, област Благоевград.

## География
Село Бачево се намира на 6 km от град Разлог в планински район, в южните склонове на Рила. Край селото се намират Бачевските минерални води.

## История
В XIX век Бачево е смесено християнско и мюсюлманско селище в Неврокопска кааза на Османската империя. Църквата „Свети Димитър“ е от 1835 година. В същата 1835 година поп Теодосий отваря в Бачево килийно училище. В „Етнография на вилаетите Адрианопол, Монастир и Салоника“, издадена в Константинопол в 1878 година и отразяваща статистиката на населението от 1873 година, Бачево (Batchévo) е посочено като селище със 167 домакинства, 380 жители българи-християни и 320 жители помаци.
В 1891 година Георги Стрезов пише за селото:
| „ | Бачево, разположено на един клон от Арисваница; от Мехомия има 1 час разстояние на СЗ: пътят е каменист, но при все това удовлетворителен. До селото минува речица, която се казва също Бачевска и се втича на И от Мехомия. Земледелието и скотоводството съставят главното занятие на селянете; мнозина правят катран; околността е гора от бор и бук. Църква си имат, и училище с един учител; учениците са 35. Къщи 200 българе и помаци. | “ |

Съгласно статистиката на Васил Кънчов („Македония. Етнография и статистика“) към 1900 година Бачево е смесено българо-християнско и българо-мохамеданско селище. В него са живели 650 българи-християни, 570 българи-мохамедани, 60 власи и 65 цигани.
При избухването на Балканската война в 1912 година 13 души от Бачево са доброволци в Македоно-одринското опълчение.

## Население

### Етнически състав
Преброяване на населението през 2011 г.
Численост и дял на етническите групи според преброяването на населението през 2011 г.:
|                     | Численост |
| Общо                | 1617      |
| Българи             | 660       |
| Турци               | -         |
| Цигани              | -         |
| Други               | -         |
| Не се самоопределят | 8         |
| Неотговорили        | 109       |

## Редовни събития
На Тодоровден се провеждат конни състезания, на Гергьовден – курбан на селото, а съборът на селото е през август.

## Личности
Родени в Бачево
- Атанас Попстоянов (1894 – 1923), деец на БЗНС
- Благо Прангов (р. 1933), български писател
- Георги Атанасов Манушкин (1878 – 1923), български революционер от ВМОРО и деец на БКП
- Иван Г. Ангелов, македоно-одрински опълченец, 38-годишен, земеделец, неграмотен, четата на Йонко Вапцаров, 2 рота на 14 воденска дружина[8]
- Иван Арсенов, македоно-одрински опълченец, 30-годишен, земеделец, ІІІ отделение, четата на Йонко Вапцаров[9]
- Йордан Цветков, български учител
- Коста Ганджов (1866 – 1912), български революционер
- Костадин Атанасов Манушкин (1872 – 1912), български революционер от ВМОРО
- Костадин Ян. Прангов, учител в родното си и околните села около 1860 година[10]
- Кръстьо Рашев, български революционер, деец на ВМРО
- Никола Щерев Манушкин (1867 – след 1943), български революционер от ВМОК
- Петър Иванов Манушкин (1921 – 1944), български комунист, секретар на РМС в селото[11]
- Росица Тоткова (р. 22 октомври 1953), български политик от СДС

Починали в Бачево
- Атанас Попстоянов (1894 – 1923), деец на БЗНС
- Георги Атанасов Манушкин (1878 – 1923), български революционер от ВМОРО и деец на БКП
- Коста Ганджов (1866 – 1912), български революционер
- Костадин Манушкин (1872 – 1912), български революционер

Свързани с Бачево
- Георги и Коста Пенджекови, български учители в селото след 1860 година[12]
- Стоян Иванов, свещеник и учител в селото през късното Възраждане, участник в националноосвободителното движение[13]
- Костадин Катранджиев (1896 – 1944), български революционер

## Други
На Бачево е наречена улица в Гевгелийския квартал в София (Карта).